# Berberis microphylla
Berberis microphylla là một loài thực vật có hoa trong họ Hoàng mộc. Loài này được G.Forst. mô tả khoa học đầu tiên năm 1789.

## Hình ảnh

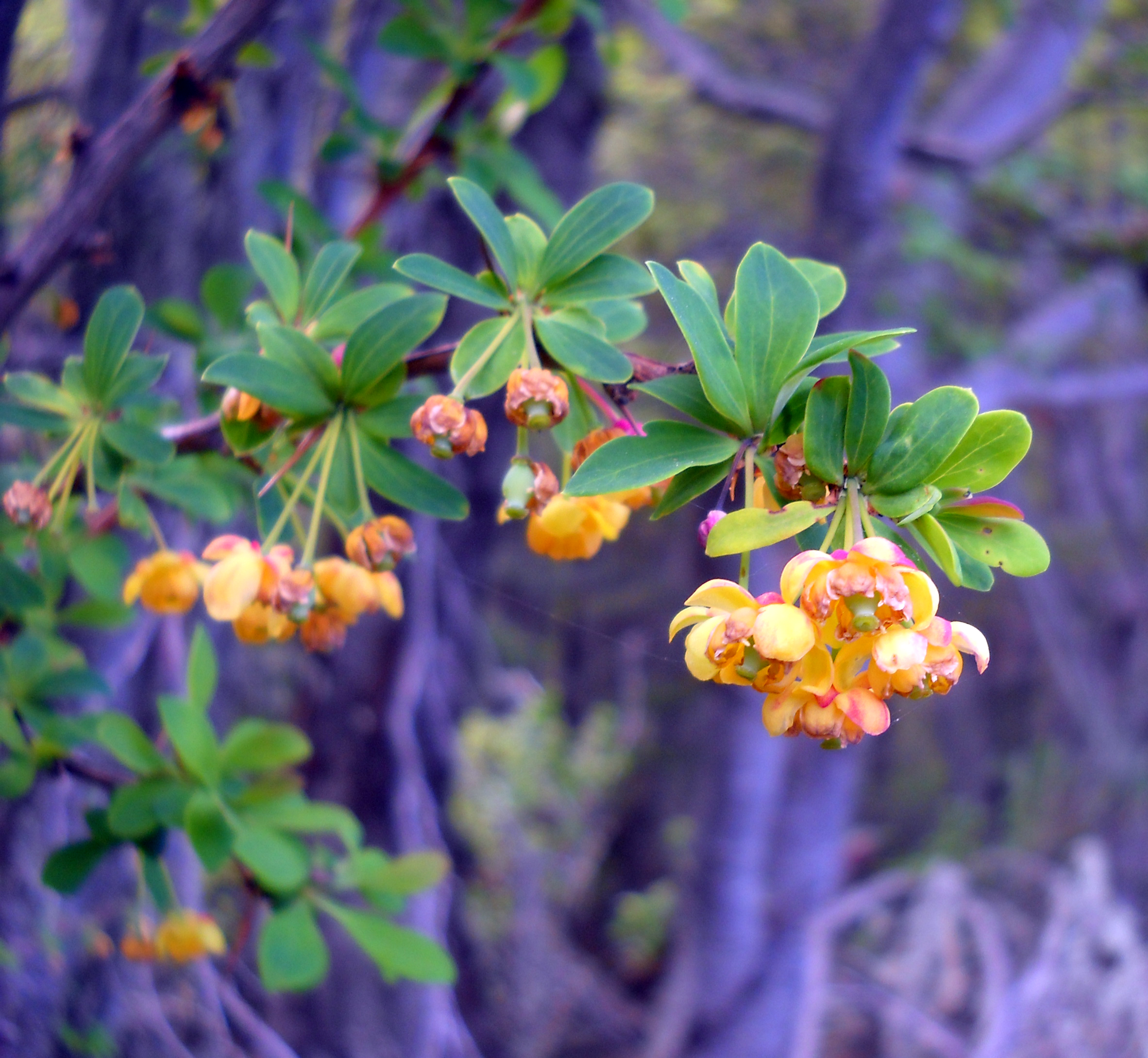
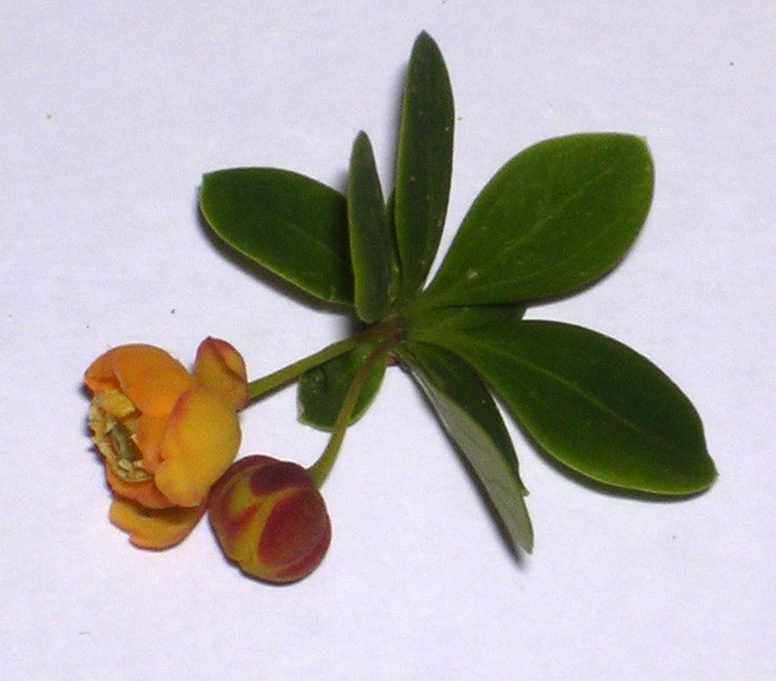
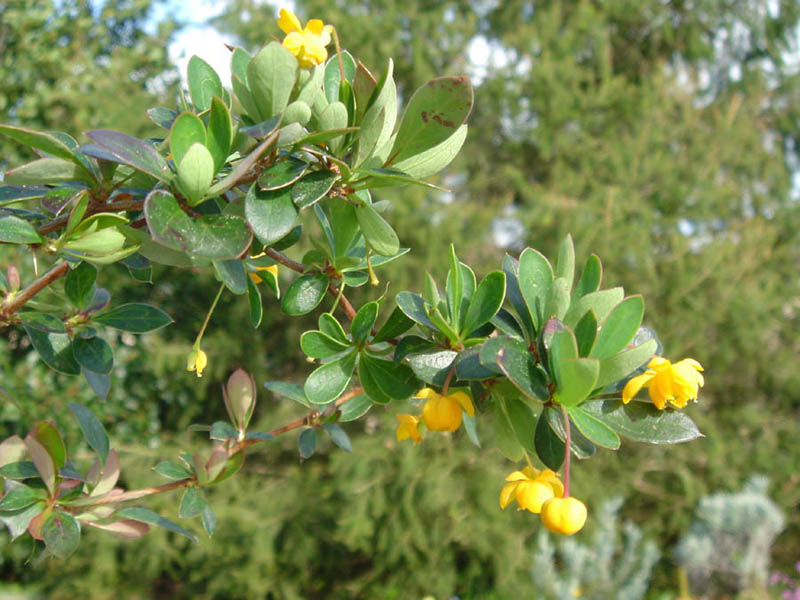
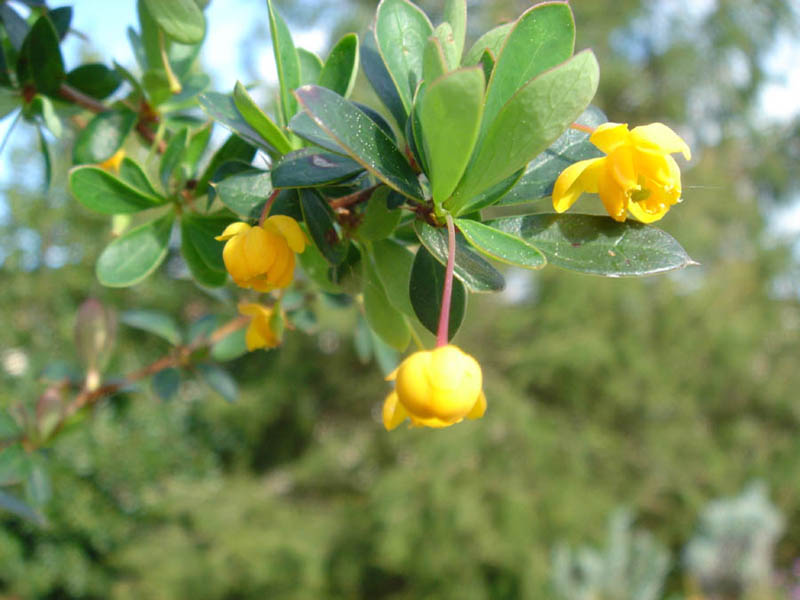